# Pi Phat

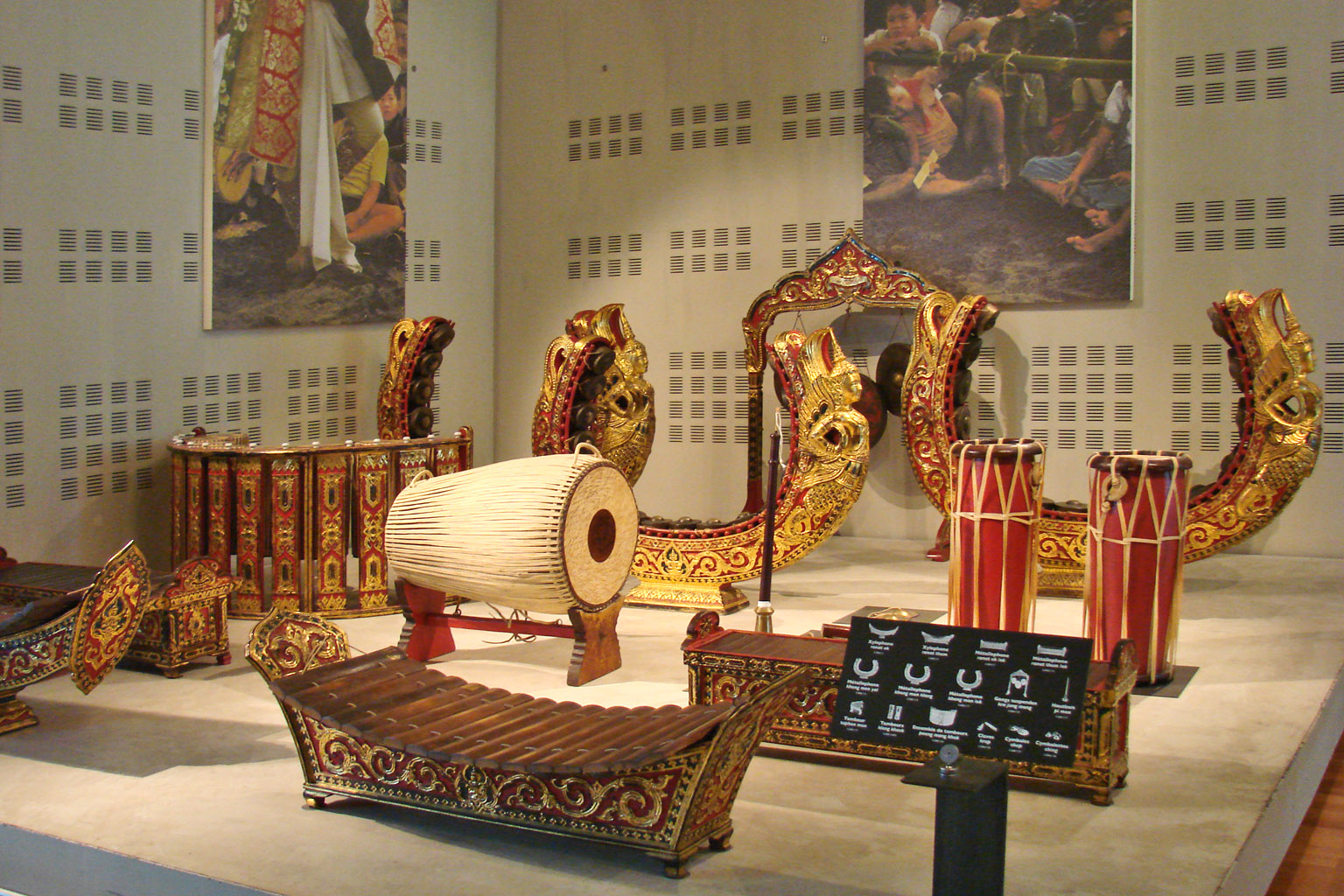
Pi Phat Mon in der Cité de la musique, Paris

Pi Phat (Thai: ปี่พาทย์) ist das bekannteste Musik-Ensemble der klassischen thailändischen Musik, das sich vor allem aus Perkussionsinstrumenten zusammensetzt. Es wird zur Begleitung von höfischen und religiösen Zeremonien und Tänzen, Schattenspielen (Nang Yai) und Maskenschauspielen (Khon) eingesetzt.
Das Pi Phat entwickelte sich u. a. aus Annäherungen an die javanische Tradition des Gamelan. In Kambodscha wird ein ähnliches Ensemble Pin Peat genannt. In Laos, Myanmar, Indonesien und den Philippinen gibt es Orchester, in denen ebenfalls Buckelgongkreise vorkommen. Schon auf Reliefs des Angkor-Wat-Tempels finden sich Darstellungen von Musikern.
Ein thailändisches Pi-Phat-Ensemble besteht aus mindestens sechs Musikinstrumenten.
Das Standardensemble (thailändisch: pi phat khrueang ha – วงปี่พาทย์เครื่องห้า) besteht aus pi nai (Kegeloboe – ปี่ใน), ranat ek (Xylophon – ระนาดเอก), khong wong yai (Gong – ฆ้องวงใหญ่), ching (Zimbel – ฉิ่ง) und den beiden Fasstrommeln taphon (ตะโพน) und klong that (กลองทัด).
Bei der achtköpfigen Besetzung (pi phat khrueang khu –  วงปี่พาทย์เครื่องคู่) kommen ein weiteres Xylophon mit tieferem Klang (ranat thum – ระนาดทุ้ม) und ein zweiter, klanglich hellerer Gong (khong wong lek – ฆ้องวงเล็ก) zum Einsatz, beim zehn- bis vierzehn-köpfigen pi phat khrueang yai (วงปี่พาทย์เครื่องใหญ่) zusätzlich weitere Instrumente, wie z. B. Xylophone (ranat ek lek – ระนาดเอกเหล็ก – und ranat thum lek – ระนาดทุ้มเหล็ก) mit metallenen Klangstäben.
Im September 1900 dokumentierte Carl Stumpf in Berlin die Musik eines Pi-Phat-Ensembles einer gastierenden Theatergruppe aus dem heutigen Thailand auf 24 Edison-Phonogrammen. Damit war der Grundstein für das Berliner Phonogramm-Archiv und auch der Vergleichenden Musikwissenschaft in Deutschland gelegt.
Weitere klassische thailändische Ensembles sind Khruang sai und Mahori (dem kambodschanischen Mohori ähnlich). Im Mahori wird auf die Oboe verzichtet.